# ブレイク☆スルー“5D
ブレイク☆スルー（ブレイクスルー）は、2013年に結成された日本の音楽ユニット。ファーストシンクエンターテイメント所属。
2013年12月23日にブレイク☆スルーとして結成。「コミカルダンスボーカルユニット」と称し、原宿を拠点に全国でライブやイベント活動を行う。2017年4月から期間限定でグループ名がブレイク☆スルー"5Dに改められ、メンバー名もそれぞれ大幅に変更された。5Dとは5次元を意味し、「時空を超えた人間の感情の中にある『喜怒哀楽』+病の空間」を表すとされる。2018年2月17日よりブレイク☆スルー名義が復活。
2013年〜2018年はTry Crew Entertainmentに所属。2018年4月1日よりファーストシンクエンターテイメントに所属事務所を移籍した。

## メンバー
- 大咲貴徳（おおさき たかのり）
  - 　ブレイク☆スルー"5D時の芸名：プリンスオブタカノリ
  - 　1991年4月22日生（34歳）、兵庫県出身、A型[1]。
  - 　ベトナムと日本のハーフで中学3年間はベトナムに留学[4]。
- 鯨井俊介（くじらい しゅんすけ）
  - 　ブレイク☆スルー"5D時の芸名：シュンスケ・オブ・ザ・イヤー
  - 　1992年1月8日生（33歳）、東京都出身、O型[1]。
  - 　メンバー唯一の関東出身者。グループのリーダー[5]。
- 新垣佑斗（しんがき　ゆうと）
  - 　ブレイク☆スルー"5D時の芸名：フシギ・ナ・ユウト ver1.25
  - 　1995年7月10日生（30歳）、大阪府出身、A型[1]。
  - 　メンバー最年少。愛称は「がっきぃ」「ゆうと」[6]。
- 吉田涼哉（よしだ りょうや）
  - 　ブレイク☆スルー"5D時の芸名：リョウヤ・ザ・ファイナル（仮）[8]
  - 　1993年4月23日生（32歳）、大阪府出身、AB型[1]。
  - 　メンバーの中で一番背が高い（178cm[9]）。

## 脱退を巡る違約金請求訴訟
2020年8月に脱退した新澤典将に対し、元事務所は「専属マネジメント契約書に書かれている事項の違反をした場合、1回につき200万円を支払う」とあることを根拠に約1000万円を請求した。2023年4月21日、大阪地裁は、元事務所の主張を退け、グループの活動実態から新澤の労働者性を認め、違約金を定める契約は労働基準法に違反し無効と判断した。

## 経歴
2013年
- 12月23日 - 結成を発表。

2014年
- 2月16日 - 1stワンマンライブ『俺たち原宿からブレイクするー!?』を開催。
- 3月31日 - 同日より、1stシングルリリースイベントを10都市で開催。
- 6月21日 - 同日より名古屋、京都、東京にて2ndワンマンライブ『パラダイスドリームツアーへようこそ!』を開催。
- 7月20日 - テレビ朝日主催の『Break Out祭2014』にオープニングアクトとして出演[12]。
- 8月13日 - 1stシングル「paradise dream」発売。オリコン週間インディーズランキングで1位を記録[2]。
- 9月下旬 - 3rdワンマンツアー『ブレイクエスト〜5つの宝島〜』を開催。
- 11月26日 - 2ndシングル「タリラタラリラ#拡散希望リツイート/リトルドリーマー」発売。
- 12月24日 - Zeppブルーシアターにて1stアニバーサリーライブを開催。

2015年
- 4月29日 - 3rdシングル「とりあえず聴いて下さいorz」発売。オリコン週間インディーズランキングで1位を記録[13]。
- 5月31日 - 同日より名古屋、大阪、東京にて4thワンマンツアー『とりあえず来て下さいorz』を開催。
- 9月29日 - 4thシングル「We are halloween knights」発売。
- 11月21日 - 同日より北海道、大阪、福岡、名古屋、神奈川にて『2015 A/W Tour Live ~STELLAR ROAD~ 2nd Anniversary前哨戦』を開催。

2016年
- 1月24日 - 品川ステラボールにて2ndアニバーサリーライブを開催。
- 3月13日 - 「FabFes.2016 SPRING」に出演。新曲「MONEY on the GAME」の楽曲提供者であるマーク・パンサーと共演を果たす。
- 4月26日 - 5thシングル「ワンパン !! / MONEY on the GAME」発売。
- 5月22日 - 同日より大阪、愛知、東京にて『2016 S/S Tour Live』を開催。
- 7月26日 - 「音霊 OTODAMA SEA STUDIO 2016」に出演。
- 8月4日 - 「きみだけLIVE presents BURN-UP」に出演。
- 8月31日 - 「イケメンサミット2016〜SUMMER」に出演。
- 11月19日 - テレビ埼玉『モテ福』イベント「モテ福祭り！イヤッッホォォォオオォオウ！ふぇす」に出演。
- 12月6日 - 6thシングル「Precious Love」発売。

2017年
- 3月9日 - 「JUNON Presents SPECIAL LIVE〜MEN’S UNIT DELiGHT〜」に出演。
- 3月13日 - 「kimidori presents BURN-UP~WHITE DAY EVE~」に出演。
- 3月31日 - 品川ステラボールにて3rdアニバーサリーライブを開催。
- 4月 - グループ名を「ブレイク☆スルー“5D」に改名。メンバー名も改名。
- 5月27日 - 同日より北海道、愛知、大阪、福岡、東京にてブレイク☆スルー“5Dとして初のワンマンライブ『1st Dimension One-Man Live』を開催。
- 6月6日 - ブレイク☆スルー“5Dとして初のシングル「5次元エンターテイナー」発売。
- 7月 - フランス・パリで開催された「Japan Expo 2017」（7月6日 - 9日）に出演。
- 8月19日 - 同日より愛知、大阪、北海道、福岡、東京にて2ndワンマンライブ『2nd Dimension One-Man Live』を開催。
- 9月5日 - 2ndシングル「ハッピー様ー！」発売。
- 11月26日 - 同日より大阪、東京、愛知にて無料の3rdワンマンライブ『3rd Dimension One-Man Live Supported by DUB』を開催。
- 12月19日 - 3rdシングル「あの日の夢と、今のぼく。」発売。

2018年
- 2月16日 - Zepp ダイバーシティ東京にて4thアニバーサリーライブを開催。
- 3月26日 - 1st mini Album「Memory」発売。同日より大阪、東京、愛知にてリリースイベントを開催。

## 作品

### 配信シングル
1. paradise dream（2014年3月12日）
2. タリラタラリラ#拡散希望リツイート/リトルドリーマー（2014年11月26日）

### シングル
- ブレイク☆スルー

| 枚 | 発売日         | タイトル                                           | 規格品番 |
| -- | -------------- | -------------------------------------------------- | --- |
| 1  | 2014年8月13日  | paradise dream                                     | TCML-0001（初回限定盤） TCML-0002（通常盤A） TCML-0003（通常盤B） TCML-0004（通常盤C） TCML-0005（通常盤D） TCML-0006（通常盤E)                                                       |
| 2  | 2014年11月26日 | タリラタラリラ#拡散希望リツイート/リトルドリーマー | TCML-0007 (初回盤A) TCML-0008（初回盤B) TCML-0009（初回盤C） TCML-0010 （初回盤D） TCML-0011(通常盤)                                                                                  |
| 3  | 2015年4月29日  | とりあえず聴いて下さいorz                          | TCWR-12 (初回限定盤) TCWR-13（ブギウギ盤) TCWR-14（じゃがいも盤） |
| 4  | 2015年9月29日  | We are halloween knights                           | TCWR-0016 (初回限定盤A) TCWR-0017 (初回限定盤B) TCWR-0018 (通常盤A) TCWR-0019 (通常盤B)                                                                                               |
| 5  | 2016年4月26日  | ワンパン !! / MONEY on the GAME                    | TCWR-0020 (ワンパン!! ジャケット盤 typeA) TCWR-0021 (ワンパン!! ジャケット盤 typeB) TCWR-0022 (MONEY ON the GAME ジャケット盤 typeA) TCWR-0023 (MONEY ON the GAME ジャケット盤 typeB) |
| 6  | 2016年12月6日  | Precious Love                                      | TCWR-0025 (Precious盤) TCWR-0026 (Flash盤) TCWR-0027 (マジコレ盤) |

- ブレイク☆スルー"5D

| 枚 | 発売日         | タイトル                 | 規格品番                                           |
| -- | -------------- | ------------------------ | -------------------------------------------------- |
| 1  | 2017年6月6日   | 5次元エンターテイナー    | TCWR-28 (TYPE A) TCWR-29 (TYPE B) TCWR-30 (TYPE C) |
| 2  | 2017年9月5日   | ハッピー様ー！           | TCWR-32 (TYPE A) TCWR-33 (TYPE B) TCWR-34 (TYPE C) |
| 3  | 2017年12月19日 | あの日の夢と、今のぼく。 | TCWR-37 (TYPE A) TCWR-38 (TYPE B) TCWR-39 (TYPE C) |

## タイアップ
| 曲名                     | タイアップ                                                | 収録作品                                                             |
| ------------------------ | --------------------------------------------------------- | -------------------------------------------------------------------- |
| ワンパン!!               | テレビ朝日系「BREAK OUT」2016年4月度エンディング・テーマ  | 5th シングル「ワンパン !! / MONEY on the GAME」（2016年4月26日発売） |
| MONEY on the GAME        | テレビ東京「超流派」2016年4月度エンディング・テーマ       | 5th シングル「ワンパン !! / MONEY on the GAME」（2016年4月26日発売） |
| あの日の夢と、今のぼく。 | テレビ朝日系「Break Out」2017年12月度オープニング・テーマ | 3rd シングル「あの日の夢と、今のぼく。」（2017年12月19日発売）       |

## 出演
- CM ユーワ「おいしいフルーツ青汁」2017年7月 -